# 김약선
김약선(金若先, ? ~ ?)은 고려 후기의 문신이다. 본관은 경주(慶州)이다. 권신 최우의 사위이며, 원종의 장인이고, 충렬왕의 외할아버지이다. 며느리는 신종의 아들인 양양공 서(공양왕의 6대조)의 딸이다.

## 생애
김약선(金若先)의 세계(世系)는 신라(新羅) 왕실에서 나왔다. 친할아버지 김봉모(金鳳毛)는 중서문하평장사태자태부(中書門下平章事太子太傅)를 지냈고, 아버지 김태서(金台瑞)는 고려 고종조에 한림원학사, 문하시랑평장사(門下侍郞平章事)를 역임했다.
최씨정권의 지도자 최우(최이)의 사위가 되고, 1235년 원종(元宗)이 태자(太子)가 되어 그의 딸을 태자비(太子妃)로 맞이하였는데, 그녀가 원종(元宗)의 후비(后妃) 순경태후(順敬太后) 김씨(金氏)는이다. 충렬왕(忠烈王)을 낳고 훙서하였다. 여러 번 자리를 옮겨 추밀원부사(樞密院副使)가 되었다.
김약선의 처가 관등절(觀燈節) 저녁에 내전(內殿)으로 들어가는데, 고종(高宗)이 태자비의 어머니라 하여 그 부(府)의 견룡행수(牽龍行首)·중금(中禁)·도지(都知) 및 장군(將軍) 등에게 명하여 모시게 하였다. 또 사용한 수레와 일산(日傘), 의복과 장식이 하나같이 왕비와 같았으므로, 식자(識者)들이 말하기를, “아랫사람이 분수에 넘치는 행동을 하는 것은 윗사람이 스스로 열어준 것이다.”라고 하였다.
처음에 김약선이 최이(崔怡)의 부 안에 있는 여러 처녀들을 망월루(望月樓) 모란방(牧丹房)에 모아놓고 음란한 짓을 함부로 저질렀다. 그의 아내가 질투하여 최이에게 하소연하며 말하기를, “저는 집을 버리고 비구니가 되겠습니다.”라고 하였다. 최이가 즉시 김약선과 사통(私通)한 처녀들과, 그들을 맺어준 자들을 섬으로 유배 보내고 망월루와 모란방을 허물었다.
김약선의 아내 우봉 최씨도 일찍이 남종과 간통했는데, 김약선이 그 사실을 알아채자 아내는 다른 사건을 가지고 최이에게 참소하였고, 최이는 김약선을 죽였다. 후에 무고인 것을 안 최이는 그 종을 죽이고 자기 딸도 멀리하여 죽을 때까지 보지 않았다. 후에 김약선에게 시호(諡號)를 추증(追贈)하여 장익(莊翼)이라고 하였다.

## 가계
- 친조부: 정평공(靖平公) 김봉모
  - 부: 문장공(文莊公) 김태서
    - 남동생: 김기손(金起孫)
    - 남동생: 김경손(金慶孫, ? ~ 1251년)

  - 처부: 최우(崔瑀)
    - 부인: 우봉 최씨
      - 아들: 김미(金敉) - 최항에 의해 고란도로 유배당함
      - 며느리: 개성 왕씨 - 신종의 차남 양양공 서(襄陽公 恕)의 딸
      - 아들: 김위항
      - 아들: 김필영
      - 딸: 고려 제24대 왕비 정순왕후(靜順王后)
      - 사위: 고려 제24대 국왕 원종(元宗)
        - 외손자: 충렬왕(忠烈王, 재위: 1274년~1298년, 복위: 1299년~1308년)

## 김약선이 등장한 작품
- 《무신》 (MBC, 2012년) - 배우: 이주현